# Touch (Amerie-album)
Touch är det andra studioalbumet av den amerikanska R&B-sångerskan Amerie, släppt av Columbia Records i USA den 26 april 2005. Skivan framhävde två musiksinglar, smash-hitten "1 Thing" och Lil Jon-producerade "Touch". Albumet blev sångerskans bäst säljande musikalbum; Touch debuterade på Billboard 200:s femte plats med en första veckas försäljning på 124 000 sålda kopior. Den 4 augusti (2005) certifierades albumet guld av RIAA. Skivan har sålt över en miljon kopior internationellt.
Ameries andra studioalbum vann även flera priser, däribland en Vibe Award med utmärkelsen "Club Banger of the Year" för "1 Thing" samt två Grammy Award-nomineringar bland annat för "Bästa nutida R&B-album". 

## Innehållsförteckning
1. "1 Thing" (Amerie Rogers, Rich Harrison, Stanley Walden) – 4:01
2. "All I Need" (Rogers, Harrison, Dexter Wansel) – 3:09
3. "Touch" (Rogers, Sean Garrett, James Phillips, Jonathan Smith, Craig Love, LaMarquis Jefferson) – 3:38
4. "Not the Only One" (Rogers, Andre Gonzalez, Bryce Wilson, Makeda Davis, Simon Johnson) – 3:46
5. "Like It Used to Be" (Rogers, Harrison) – 3:39
6. "Talkin' About" (Rogers, Harrison) – 4:19
7. "Come with Me" (Harrison) – 3:34
8. "Rolling Down My Face" (Rogers, Harrison, Roy Ayers) – 3:34
9. "Can We Go" (featuring Carl Thomas) (Rogers, Carl Thomas, Roosevelt Harrell III, Maurice White, Philip Bailey) – 3:29
10. "Just Like Me" (Rogers, Andre Harris, Vidal Davis, Jason Boyd, Ryan Toby, Sunshine Anderson) – 3:46
11. "Falling" (Rogers, Andy Thelusma) – 4:58
12. "1 Thing" (Remix featuring Eve) (Rogers, Harrison, Eve Jeffers, Walden) – 4:18
13. "Why Don't We Fall in Love" (Richcraft Remix) (Harrison) – 3:36

## Listor
| Lista (2005)                                 | Topp position |
| -------------------------------------------- | ------------- |
| Australien                                   | 57            |
| Holland                                      | 70            |
| Europas European Top 100 Albums              | 100           |
| Frankrike                                    | 59            |
| Tyskland                                     | 91            |
| Japan                                        | 13            |
| Schweiz                                      | 83            |
| Storbritannien                               | 28            |
| Amerikanska Billboard 200                    | 5             |
| Amerikanska Billboard Top R&B/Hip-Hop Albums | 3             |

## Musiker och musikmedverkande

### Musiker
| - Amerie – sång; flöjt (spår 10) - Dre & Vidal – instrumentation (spår 10) - Eve – rapp (spår 12) - Rich Harrison – instrumentation (spår 13) | - LaMarquis Jefferson – elbas - Craig Love – gitarr - LRoc – keyboard - Carl Thomas – sång |

### Produktion
| - Amerie – exekutiv producent - Dave Ashton – sångproduktion - Scotty Beats – ljudproduktion - Bink! – musikproducent - Michael Biondo – fotografering - The Buchanans – co-producent - Jim Caruana – engineer - Susanne Cerha – design - Tom Coyne – mastering - Vincent Dilorenzo – engineer - Dre & Vidal – producent - Dupri – engineer - Delvida Flaherty – produktionsledning - Gary Fly – assisterande sångproduktion - John Frye – mix - Rich Harrison – producent - Tiffany Hasbourne – stylist | - Dorsey James – chefsproducent - Rich Keller – mixing - Lil Jon – producent - James Lassiter – A&R - Tony Maserati – mixing - Alan Masor – assisterande sång engineer - Lenny Nicholson – chefsproducent, A&R - Gary Noble – mixing - Flip Osman – mixing - Red Spyda – producent - José Sánchez – Pro Tools-operator - Eric Spearman – make-up - Ellen To – art direction - Bram Tobey – assistant engineer - Ryan Toby – sångproducent - Bryce Wilson – producent |